# Benni Zander

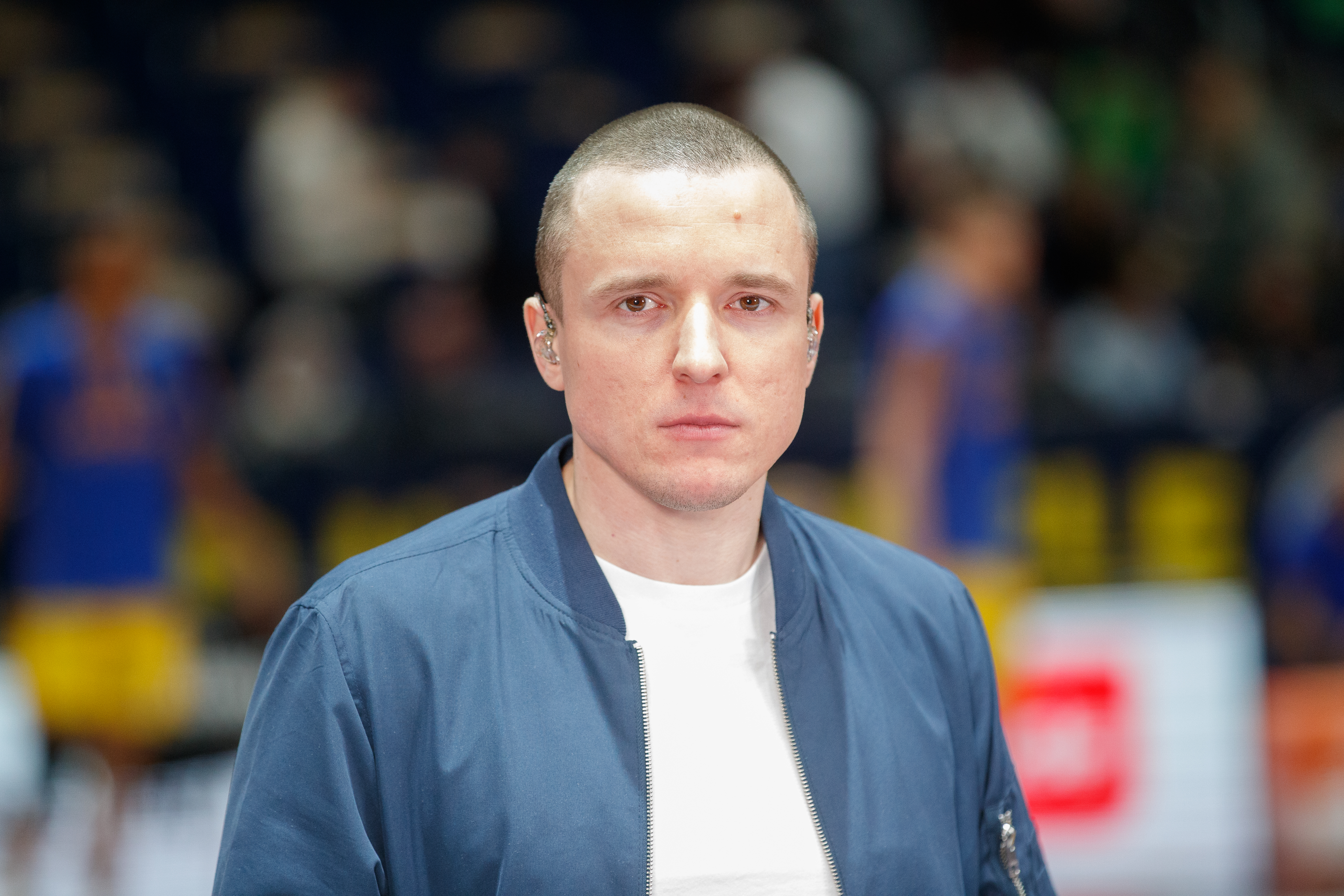
Benni Zander (2023)

Benni Zander (* 26. Mai 1989 in Zwickau) ist ein deutscher Sportkommentator und -moderator.

## Leben
Erste Aufmerksamkeit erregte Zander bereits 2004 in jungen Jahren, als er im Hallenfußball mit einem „sehr erfolgreichem Hallenwinter“ auf sich aufmerksam machte. Zander, der sein Abitur in Zwickau ablegte, studierte danach an der Universität Leipzig und erlangte den Abschluss eines Bachelors. Das Thema seiner Abschlussarbeit lautete Rollenkonflikte im modernen Profi-Fußball – eine soziologische Analyse. Unter anderem wird dabei der Rollenkonflikt junger Fußballprofis dargestellt.
Anschließend sammelte Zander erste redaktionelle Erfahrungen als Praktikant und Volontär beim privaten Hörfunksender 90elf. 2013 wurde er freiberuflicher Sportkommentator und -moderator und arbeitete unter anderem für DAZN, Magenta Sport, Amazon Prime Video, das ZDF und den Mitteldeutschen Rundfunk. Er kümmert sich vor allem um die Sportarten Fußball (Bundesliga, Champions League und 3. Liga) und Basketball (Deutsche Nationalmannschaft, EuroLeague und NBA). Für MagentaTV war er im Sommer 2021 bei der Fußball-Europameisterschaft, im Winter 2022 bei der Weltmeisterschaft und im Sommer 2024 bei der Fußball-EM in Deutschland als Kommentator im Einsatz. Außerdem berichtete Zander für Magenta Sport von der Basketball-WM 2023, der EM 2022 und der Basketball-Weltmeisterschaft 2019 aus China. Für das ZDF kommentierte Zander bei den Olympischen Spielen 2024 die Goldmedaille der deutschen Frauen im 3x3-Basketball und das Männer-Finale. Als Radioreporter kommentierte er u. a. für Sport1.FM das DFB-Pokal-Finale 2014 und für 90elf ein Champions-League-Halbfinale 2013.
Zander betrieb zusammen mit Alexander Schlüter die Bundesliga-Podcasts Zweierkette (für Amazon Music) und 90+2 (für Sport1.FM). Zwischen 2018 und 2024 moderierte das Duo den Fußball-Podcast kicker meets DAZN.
Im September 2024 gewann Zander mit dem Team von MagentaTV und MagentaSport den Deutschen Fernsehpreis in der Kategorie "Beste Sportsendung" für die Übertragung der Basketball-Weltmeisterschaft 2023.
Im Frühjahr des Jahres 2025 startete er gemeinsam mit Alexander Schlüter ein neues Streaming-Format namens "Schlüter Zander Live".